# Sarina Bolden
Sarina Bolden, née le 30 juin 1996 à Santa Clara aux États-Unis, est une footballeuse internationale philippine. Elle joue au poste de milieu de terrain ou d'attaquante au Como 1907.

## Biographie
Sarina Bolden naît d'un père américain et d'une mère philippine, de Pangasinan. Bolden joue au football au lycée Milpitas. En 2015, elle entre à l'Université Loyola Marymount.

### En club
Après trois saisons universitaires, Sarina Bolden lance sa carrière professionnelle en Suède, au Sandvikens IF. L'année suivante, elle signe au Xinbei Hangyuan, un club taïwanais. En 2021, elle retourne aux États-Unis et rejoint les San Francisco Hawks en WPSL. Elle s'engage ensuite au Japon avec l'AS Elfen Saitama, avant d'atterrir en Australie chez les Western Sydney Wanderers.

### En sélection
Sarina Bolden joue son premier match avec les Philippines lors de la coupe d'Asie 2018, face à la Jordanie. Elle y inscrit le but de la victoire. Lors de la coupe du monde 2023, elle marque le premier but de l'histoire des Philippines dans la compétition, offrant également à sa sélection sa première victoire (1-0 face à la Nouvelle-Zélande). Ce but fait également d'elle la meilleure buteuse de l'histoire de la sélection avec 23 réalisations.